# 法人 (日本法)
法人（ほうじん）とは、人間（自然人）でないにもかかわらず、人間と同じように権利能力を法により認められたものを言う。法人は、権利（財産権）を保有し、義務を負うことができる存在であり、主に社団（＝人の集まり）または財団（＝財産の集まり）の形式を取る。民事法で「人」と言う場合、特に事情がなければ、自然人と法人の両方を含む。ここでは日本法の法人について述べる。

## 法人の形態と準拠法
日本では1898年（明治31年）に民法が施行され、民法によって公益法人など民間の非営利部門での公益的活動を担う法主体が規律されてきた。
しかし、民法で採用されていた許可主義は法人設立が簡便ではなく、公益性の判断基準も不明確で、社会的需要にも適合しなくなっていると指摘されていた。
2006年、一般社団法人及び一般財団法人に関する法律、公益社団法人及び公益財団法人の認定等に関する法律、一般社団法人及び一般財団法人に関する法律及び公益社団法人及び公益財団法人の認定等に関する法律の施行に伴う関係法律の整備等に関する法律（民法改正）が成立した（公益法人制度改革）。
一般法人法は剰余金の分配を目的としない社団や財団を規律する法として位置づけられている。一般法人法では公益性の有無にかかわらず法律に定める要件を満たして登記を行えば非営利法人（一般社団法人または一般財団法人）として法人格を取得できる準則主義がとられている。
非営利法人である一般社団法人または一般財団法人が公益法人となるには、公益法人認定法に基づく公益性の認定を受けることを要件とする制度へ移行した。
営利を目的とする社団については会社法で規律されている。
なお、地方公共団体は法人の定めであるが（地方自治法2条1項）、「国」（日本政府。その機関として法務省、総務省、厚生労働省等）は、法人の定めが存在しない（法務省等には便利のために法人番号が割り当てられているが、法人というわけではない。）（ただし、独立行政法人等については法律において法人の定めがある。）。
法人は、民法第33条1項（「法人は、この法律その他の法律の規定によらなければ、成立しない」）規定より、法律における定めが無くては成立せず、逆に法人であれば必ずその根拠となる法律が存在する。

## 民法
一般法人法施行後の民法では法人法定主義の宣言などにとどまっている。民法に具体的に制度化されている法人としては相続財産法人（民法第951条）等があるにすぎない。

### 法人の成立
法人は、この法律その他の法律の規定によらなければ、成立しない（民法第33条1項）。
学術、技芸、慈善、祭祀 、宗教その他の公益を目的とする法人、営利事業を営むことを目的とする法人その他の法人の設立、組織、運営及び管理については、この法律その他の法律の定めるところによる（民法第33条2項）。

### 法人の能力
法人は、法令の規定に従い、定款その他の基本約款で定められた目的の範囲内において、権利を有し、義務を負う（民法第34条）。

## 一般法人法及び公益法人認定法

### 一般社団法人及び一般財団法人に関する法律
一般社団法人及び一般財団法人の設立、組織、運営及び管理については、他の法律に特別の定めがある場合を除くほか、この法律の定めるところによる（一般社団法人及び一般財団法人に関する法律第1条）。

### 公益社団法人及び公益財団法人の認定等に関する法律
この法律は、内外の社会経済情勢の変化に伴い、民間の団体が自発的に行う公益を目的とする事業の実施が公益の増進のために重要となっていることにかんがみ、当該事業を適正に実施し得る公益法人を認定する制度を設けるとともに、公益法人による当該事業の適正な実施を確保するための措置等を定め、もって公益の増進及び活力ある社会の実現に資することを目的とする（公益社団法人及び公益財団法人の認定等に関する法律第1条）。

## 会社法
法定の会社（会社法2条1号で定義）は、法人とされている（会社法第3条）。

## その他の法律による法人
その他特別法で法人格が付与されているものがある。
- 地方公共団体
- 日本銀行
- 医療法人
- 日本赤十字社
- 社会福祉法人
- 宗教法人
- 学校法人
- 監査法人
- 税理士法人
- 弁護士法人
- 司法書士法人
- 行政書士法人
- 弁理士法人
- 社会保険労務士法人
- 土地家屋調査士法人
- 商工会議所
- 農業協同組合連合会
- 日本弁護士連合会
- 弁護士会
- 労働組合 （法人である場合）
- 職員団体 （法人である場合）
- 管理組合法人

## 外国法人
外国法によって設立された法人を外国法人という。
外国法人は、国、国の行政区画及び外国会社を除き、その成立を認許しない。ただし、法律又は条約の規定により認許された外国法人は、この限りでない（民法第35条1項）。日本国内での活動を承認することを認許と呼ぶ。
前項の規定により認許された外国法人は、日本において成立する同種の法人と同一の私権を有する。ただし、外国人が享有することのできない権利及び法律又は条約中に特別の規定がある権利については、この限りでない（民法第35条2項）。
なお、法人税法上は本店または主たる事務所が国内にある法人を内国法人、それ以外を外国法人という。

## 法人制度の歴史

### 民法法人
従来、日本では1898年（明治31年）に施行された民法によって公益法人など民間の非営利部門での公益的活動を担う法主体が規律されてきた。改正前の民法では法人を公益法人（改正前民法34条）と営利法人（改正前民法35条）に分け、営利法人については主に商法（のちに会社法）で規律され許可を要することなく設立できるとされていたのに対し、公益法人については民法によって設立に主務官庁の許可が必要とされていた。改正前の民法の規定に基づき主務官庁の許可により設立された公益法人は「民法法人」と呼ばれていた。

#### 旧法の公益法人の要件
改正前の民法34条では「祭祀、宗教、慈善、学術、技芸其他公益ニ関スル社団又ハ財団ニシテ営利ヲ目的トセサルモノハ主務官庁ノ許可ヲ得テ之ヲ法人ト為スコトヲ得」と定められていた。改正前の民法上の公益法人の要件は、1.公益に関する社団または財団であること、2.営利を目的としないものであること（非営利であること）の2点である。
「営利」は物質的利益を法人の構成員に分配することをいう。「非営利」は収益を社員（法人それ自体の構成員）や会員、寄附者などの関係者に分配しないという意味である（もちろん、法人活動を維持するための給与支払いなどは可能である）。法人が物質的利益を得る活動をしても法人の構成員に分配しない限り営利とは言えない。
「公益」は不特定多数の利益を図ることをいい、民法では「祭祀、宗教、慈善、学術、技芸」が例示されていた。「公益」は団体外の利益に対して奉仕することであり、団体それ自体の利益を追求する「私益」と対比されるとされるが、具体的には下記「公益法人として適当でないもの」に記載の「指導監督基準」とその「運用指針」において「積極的に不特定多数の者の利益の実現を目的とするもの」とされ、公益法人とはそれを主目的とするものとされている。
1996年（平成8年）に制定された「公益法人の設立許可及び指導監督基準」（いわゆる「指導監督基準」；9月20日閣議決定）においては以下が例示された。
ただし、その運用指針（12月19日公益法人等の指導監督等に関する関係閣僚会議幹事会申合せ）では「公益性の一応の定義として『不特定多数の者の利益』としているが、これは厳密に不特定かつ多数の者の利益でなくてはならないとの意味ではなく、受益対象者が当該公益法人の構成員等特定の者に限定されている事業を主目的とするものは、公益法人としては不適当という意味である。」としており、主務官庁職員など、特定団体・職域の者のみの福利厚生を従たる目的とすることは禁止していないため、各種弘済会などでは「〜の振興」「〜の普及」などを目的の第一に掲げ、「〜職員の福祉」を第二に掲げるところが多い。

#### 旧法の公益法人の推移
総務省が年度ごとに『公益法人白書』およびインターネットで公表した国所管公益法人と都道府県所管公益法人の数の一覧表。なお、2008年（平成20年）12月1日以降新制度となり、総務省の年次報告は12回で終了した。
その年度の10月1日時点の数
| 年度               | 国所管 | 都道府県所管 |
| ------------------ | ------ | ------------ |
| 1996年（平成8年）  | 6,815  | 19,366       |
| 1997年（平成9年）  | 6,843  | 19,526       |
| 1998年（平成10年） | 6,869  | 19,606       |
| 1999年（平成11年） | 6,879  | 19,570       |
| 2000年（平成12年） | 7,154  | 19,284       |
| 2001年（平成13年） | 7,143  | 19,217       |
| 2002年（平成14年） | 7,086  | 19,132       |
| 2003年（平成15年） | 7,009  | 18,987       |
| 2004年（平成16年） | 6,894  | 18,803       |
| 2005年（平成17年） | 6,841  | 18,577       |
| 2006年（平成18年） | 6,776  | 18,253       |
| 2007年（平成19年） | 6,720  | 18,056       |

### 行政と公益法人
公益法人の中には旧民法制度の時代から、国や地方自治体の行政と関わってきた法人がある。

#### 行政委託型公益法人
行政委託型公益法人は、行政機関である府省や都道府県が行うべき事務的手続きに類する業務を委託や推薦に基づき代行機関として行使する業務的な性格としての公益法人であり、法的な種類としては旧民法下の社団法人、財団法人、現法制下の公益社団法人または公益財団法人のいずれかである。法令や省令によって行政機関や独立行政法人などへ行政の権限が付与され、さらに公益法人へ権限と必要な事業や業務が再委託される。「権限付与型公益法人」と呼ばれることもある。
業務には各種の国家資格や公的資格の試験とその後の認定証の発行、資格を持つ管理者への講習の実施、法令や条例に基づく検査・検定の実施など様々ある。委託された事業や業務の遂行に必要な資金や予算は委託する側の行政機関や独立行政法人から交付される。なお、国所管の公益法人からさらに第三者と言える外部組織へ再委託される際に渡される事業行使のための資金や予算である公費は「第三者分配型補助金等」と呼ばれる。
公益法人制度が始まって以来おおくの公益法人が委託を受け代行機関として機能している。2000年（平成12年）以降は公益法人制度改革を経て、2007年（平成19年）10月の時点で国から委託型とされる法人数は410、都道府県からの委託型は1,342法人あるとされる。2008年（平成20年）12月1日時点の国から委託型とされる法人数は414であった。
2012年（平成24年）6月1日、野田佳彦内閣総理大臣を本部長とする政府の行政改革実行本部は行政機関である各省庁と独立行政法人から補助金や業務委託金などの事業費の支出約1兆円弱を毎年度内閣官房が点検・公表するとした。

#### 政府関連公益法人の事業仕分け
自民党を中心とした内閣では「行政改革」と呼んだ長年に渡る改革を行ってきたが、2009年9月鳩山由紀夫内閣が発足し行政刷新会議のもとで「事業仕分け」と名付けた改革または刷新を行うこととなった。
- 2009年（平成21年）12月1日 - 鳩山由紀夫内閣の仙谷由人行政刷新担当大臣は国の機関である府省が所管する公益法人のうち、事業仕分けにおいて今後徹底的な見直しをすべき対象の法人数は約4,700あるとしている[24][25][26]

- 2010年（平成22年）2月26日 - 枝野幸男行政刷新担当大臣は独立行政法人と公益法人に関してそれぞれの事業内容を精査する事業仕分けを2010年（平成22年）4月から行い国からの支出が適正であるかを議論すると記者会見で述べ、この時点では7,000余りの公益法人が存在するとしている。この中から下記に示す7つの条件のいずれかに該当する公益法人を対象とする[27][28]。なお、ここにいう「公益法人」とは、新法にいう公益法人のみでなく、特例民法法人や、一般法人に移行した旧民法下の公益法人を含み、その中で国が所管するものをいう[29]。
  - 仕分け対象とする条件

  1. 2007年（平成19年）度に国または独立行政法人から1,000万円以上の公費を受けている。（1,306法人）
  2. 法令に基づき権限の付与を受けている。（598法人）
  3. 収入の50%以上を国または独立行政法人からの公費に依存している。（365法人）
  4. 官僚の天下りした者および「隠れ天下り」と呼ばれる者を受け入れている。（2,353法人）
  5. 10億円を超える財産を保有している。（1,448法人）
  6. 内閣総理大臣または府省庁が所管または管理する公益法人であるが都道府県からも公費を受けている。（825法人）
  7. 国の事業の行政委託型公益法人であるが、その委託された事業を外部の事業者に再委託している。（24法人）
- 2010年（平成22年）3月2日 - 枝野大臣はその時点で、今後の調査により大幅に変わる可能性はあるとするものの、国所管の6,625法人（2008年（平成20年）12月1日時点の数字）のなかで7つそれぞれの条件に該当する法人数を示した。それらの法人数を各条件の記述に付加した括弧内に表記する[30][31]。なお、事業仕分けの対象となる独立行政法人と公益法人への2010年（平成22年）度の政府予算配分案の金額ベースはそれぞれ3兆1,626億円と2,046億円であり[32][33]、枝野大臣は「予算の削減が目的ではなく、制度の改革である」と後日述べ、歳出削減額は限定的と見られる[34]。
- 2010年（平成22年）4月30日 - 5月20日・21日・24日・25日に事業仕分けを品川区西五反田のTOCビル貸しホールで行う予定と発表[35]。
- 2010年（平成22年）5月18日 - 5月20日からの事業仕分けにおいて行政刷新会議は67公益法人と3特別民間法人計70法人の82事業を対象とすると決定[36][37][38]。同年4月の独立行政法人を対象とした事業仕分けを第2弾前半、この仕分けを第2弾後半と呼ぶ。
- 2010年（平成22年）5月25日 - 5月20日-25日の4日間の事業仕分けは63事業につき廃止または競争入札や民間事業者の事業とするなど仕分けされ、そのうち38事業は廃止と仕分けられた[39]。また法人によっては天下りの理事や職員の数やそれらへの多額の報酬、豪勢な事務所と高額な賃借料なども指摘されている。この事業仕分け結果に従う措置は、公益法人自体および所管省庁が行うとされ、事業によっては法令の改正を要する事業もあるとされる。

### 公益法人制度改革
明治以来の民法の法人制度では、公益法人と営利法人に分けていたが、この規定の仕方には問題点が指摘されていた。
例えばドイツ法では営利を目的とするか営利を目的としないかでの二種類に分けて規律するためすべての法人をカバーすることができる。しかし、明治以来の民法の法人制度では、営利と非営利に分け、さらに営利を目的としないもののうち公益に関するものだけが社団法人として法人格を取得できるとしていたからである。その間隙にあるとして問題となっていたのが同窓会やクラブなど営利を目的とせず公益の要件を満たさない団体である。
法人制度改革の先駆けとして2002年4月1日に中間法人法が施行された。さらに2003年には「公益法人制度の抜本的な改革に関する基本方針」が閣議決定され非営利団体に関する包括的で統一的な法人制度の構築が目指された。
2006年、一般社団法人及び一般財団法人に関する法律、公益社団法人及び公益財団法人の認定等に関する法律、一般社団法人及び一般財団法人に関する法律及び公益社団法人及び公益財団法人の認定等に関する法律の施行に伴う関係法律の整備等に関する法律が成立した（公益法人制度改革）。これにより民法は改正され中間法人法も廃止された。

#### 特例民法法人
従来の公益法人（社団法人・財団法人）は、2008年（平成20年）12月1日の新公益法人制度施行から移行期間末日である2013年（平成25年）11月30日までの5年間継続して存在することを暫定的に認められていた。これを特例社団法人、特例財団法人といい、総称して特例民法法人という。
これら特例民法法人は、2013年11月30日までの移行期間の間に、その定款を一般社団・財団法人法に合致するものに変更決議した上で（移行登記を停止条件とするもので可）、公益法人認定法の要件を満たして新公益法人に移行する認定を受けるか、公益認定を受けない一般社団法人・一般財団法人へ移行する認可を受け、移行登記をしなければ、移行期間終了と同時に自動解散となる。ただし2013年11月30日までに申請を終え、その後認定または認可されれば移行できる。移行期間中は従前どおり「社団法人」や「財団法人」とも名乗ることができる。

#### 旧法の公益法人からの移行
公益法人制度改革3法施行の開始の2008年（平成20年）12月1日時点で、「特例民法法人」へと変わり、これらのうち国の所管が6,625法人、都道府県の所管が17,818法人の計24,317法人であった。また国所管法人中、所管官庁出身の理事がいる法人数は2,933であり、所管官庁出身者の理事は6,709人であった。
- 2010年8月時点の状況 - 2008年（平成20年）12月1日以後の公益法人制度改革3法施行から暫定5年間に旧法の公益法人は自ら申請し、認可され2013年（平成25年）12月1日までに法人の種類を公益社団法人、公益財団法人、一般社団法人または一般財団法人のいずれかとならなければならない。認可を得なければ解散と見なされる。読売新聞によれば2010年8月時点で国・都道府県所管の公益法人約24,000のなかで申請件数は国への申請432件、都道府県への申請は478件と全体の数%にとどまっており、類似の活動事業の他の法人の認可の可否の様子を見ているのではないかとしている。蓮舫行政刷新担当大臣から全ての旧公益法人に対して早期の申請を促すメッセージを送付し、同時に政府インターネットテレビでも呼びかけを行った[42][43]。
- 2011年7月末時点の状況 - 2011年（平成23年）8月4日、内閣府は移行状況を公表した。全国の対象24,317法人のうち2011年7月末までに3,754法人（対象の約15%）が移行申請を行い、そのうち2,598法人（同約11%）が移行を認められた[44]。

読売新聞の2014年5月14日の報道によれば、2008年以降公益法人数は24,317であったが2013年11月末の期限までに新たな公益法人（公益社団法人および公益財団法人）に移行申請と審査を終え、公益法人要件の厳格化により報道時点で国および都道府県所管公益法人数は9,204となり約15,000の元公益法人は新たな公益法人へ移行しなかった。

### 年表
- 1898年（明治31年）7月16日 - 民法施行
社団法人及び財団法人について規定（公益法人と総称）
- 1899年（明治32年） - 商法施行
株式会社、合名会社、合資会社について規定
- 1940年（昭和15年） - 有限会社法施行
有限会社について規定
- 1998年（平成10年）12月 - 特定非営利活動促進法施行
特定非営利活動法人について規定
- 2002年（平成14年）4月1日 - 中間法人法施行
中間法人について規定
- 2006年（平成18年）5月 - 会社法施行
  - 会社法
株式会社及び持分会社（合名会社、合資会社、合同会社）について規定
  - 会社法の施行に伴う関係法律の整備等に関する法律
商法改正
有限会社法廃止（特例有限会社に移行）
- 2008年（平成20年）12月1日 - 公益法人制度改革3法施行
  - 一般社団法人及び一般財団法人に関する法律
一般社団法人及び一般財団法人について規定
  - 公益社団法人及び公益財団法人の認定等に関する法律
公益社団法人及び公益財団法人について規定
  - 一般社団法人及び一般財団法人に関する法律及び公益社団法人及び公益財団法人の認定等に関する法律の施行に伴う関係法律の整備等に関する法律（整備法）
    - 民法の改正（従来の民法上の公益法人（社団法人・財団法人）の経過措置）
      - 改正前の民法34条の規定により設立された社団法人または財団法人は、一般社団法人または一般財団法人として存続するが、これらは「特例社団法人」または「特例財団法人」（「特例民法法人」と総称）として経過措置の適用を受ける。法人法制については、一部の事項について一般社団・財団法人法が適用され、他についてはなお従前のとおり。税制においては従前の扱いが継続される。対外的に名乗る名称は従来どおりの社団法人ないし財団法人でよい。
      - 暫定5年間直前の事業年度での公益事業のための財産（公益目的財産額[46]と呼ぶ）を公益の事業のために使い切る計画（公益目的支出計画[46]と呼ぶ）を立て、所管の府省に申請し、かつ実施し認可され一般社団法人・一般財団法人へと移行できる[47]。言いかえれば、公益法人時代の公益事業のための財産を保有したまま税制や法制が異なる一般社団法人や一般財団法人に移行することは認められない。このような計画に基づき移行することを関連法の条文で「通常の一般社団法人または一般財団法人への移行」と謳われる[48]。

    - 中間法人法の廃止（従来の中間法人の経過措置）
      - 従来の中間法人の経過措置については中間法人を参照。
- 2013年（平成25年）12月1日 - 一般社団法人及び一般財団法人、公益社団法人及び公益財団法人への完全移行
公益法人制度改革3法施行から暫定5年間に新たにこれらの法人となったもの、または暫定5年間経過後はこれら4種の法人への移行を終えているもの。またはこの段階では暫定5年間に移行への認可や認定が所管元から得られず暫定5年間の最終日11月30日に解散したとみなされるものもあり得る[48]。この4種は単に「○○協会」などと名称付けたり、表示や名乗ることはできず、「一般社団法人○○協会」や「公益財団法人○○協会」などと法人の形式・形態を伴った種類を冠した名称として明示しなければならない[49]。